# Liste der denkmalgeschützten Objekte in Mezihoří
Grundlage dieser Liste der denkmalgeschützten Objekte in Mezihoří ist die ÚSKP-Liste (Ústřední seznam kulturních památek České republiky, deutsch Zentrale Liste der Kulturdenkmäler der Tschechischen Republik), die von der tschechischen Denkmalschutzbehörde NPÚ (Národní památkový ústav, deutsch Nationale Denkmalbehörde) seit 1987 geführt wird und an die seit dem Jahr 1850 geschaffenen Listen anschließt.

## Denkmalgeschützte Objekte nach Ortsteilen

### Mezihoří
| Lage                                             | Objekt                  | Beschreibung | ÚSKP-Nr.                  | Bild                    |
| ------------------------------------------------ | ----------------------- | --- | ------------------------- | ----------------------- |
| Mezihoří, Mezihoří 30 (Standort)                 | Getreidespeicher Nr. 30 | Gemauerter Getreidespeicher mit einfach gegliederten Fassaden. Ein kleiner Keller unter einem Teil des Grundrisses. Ein Beispiel für ländliche Gebäude in der ersten Hälfte des 19. Jahrhunderts.                                            | 35191/4-3434 Info Katalog | Getreidespeicher Nr. 30 |
| Mezihoří, an der Landstraße bei Nr. 1 (Standort) | Kapellchen              | Eine rechteckige Kapelle mit einem offenen Vorraum auf zwei massiven Säulen mit einer einfachen klassizistischen Fassade und einem markanten Glockenturm auf dem Dachfirst. Kleine sakrale Volksarchitektur vom Anfang des 19. Jahrhunderts. | 20618/4-3435 Info Katalog | Kapellchen              |
| Mezihoří, Mezihoří 18 (Standort)                 | Gehöft Nr. 18           | Ein Landhaus aus dem 19. Jahrhundert, teilweise gezimmert, angrenzende Scheunen, ein kleiner gezimmerter Getreidespeicher, ein freistehender Keller und eine Mauer mit Tor.                                                                  | 16058/4-3433 Info Katalog | Gehöft Nr. 18           |